# Molsbroek
Het Molsbroek is een natuurreservaat van zo'n 80 hectare in de Belgische gemeente Lokeren in Nationaal Park Scheldevallei. Het Molsbroek is een moerasgebied met een grote biodiversiteit. Het staat bekend om zijn in het wild levende watervogels en moerasplanten. Het landschap omvat onder andere moeras, broekbos, rivierduintjes, rietvelden en vochtige graslanden.
Het natuurgebied ligt ten oosten van de stadskern van Lokeren en wordt omringd door een 4,5 km lange verharde wandeldijk. Ten noordwesten van het Molsbroek ligt het reservaat De Buylaers, en ten noorden daarvan liggen het Verloren Bos en het stedelijk Bospark.
De bescherming van het natuurgebied verliep stapsgewijs vanaf de jaren 60. Op 16 december 1984 kreeg het Molsbroek als een van de twee eerste gebieden in Vlaanderen het statuut van erkend natuurreservaat. Het Molsbroek is Europees beschermd als onderdeel van Natura 2000-gebied 'Schelde en Durme-estuarium van de Nederlandse grens tot Gent' (BE2300006). Daarnaast is het Molsbroek gerangschikt als landschap. De regionale natuurvereniging vzw Durme, opgericht in 1969, beheert het reservaat. Vzw Durme heeft 2,40 ha van het Molsbroek in eigendom en 75,81 ha in beheer. Maaien, hooien, beperkt begrazen, wilgen knotten en groen aanplanten behoren tot het beheersplan van vzw Durme. Daarnaast organiseert de vereniging onder andere begeleide wandelingen door het reservaat. Sinds 1986 is er een bezoekerscentrum aan de oostrand van het reservaat, in de Molsbergenstraat. Het gebouw werd in 2001 uitgebreid.

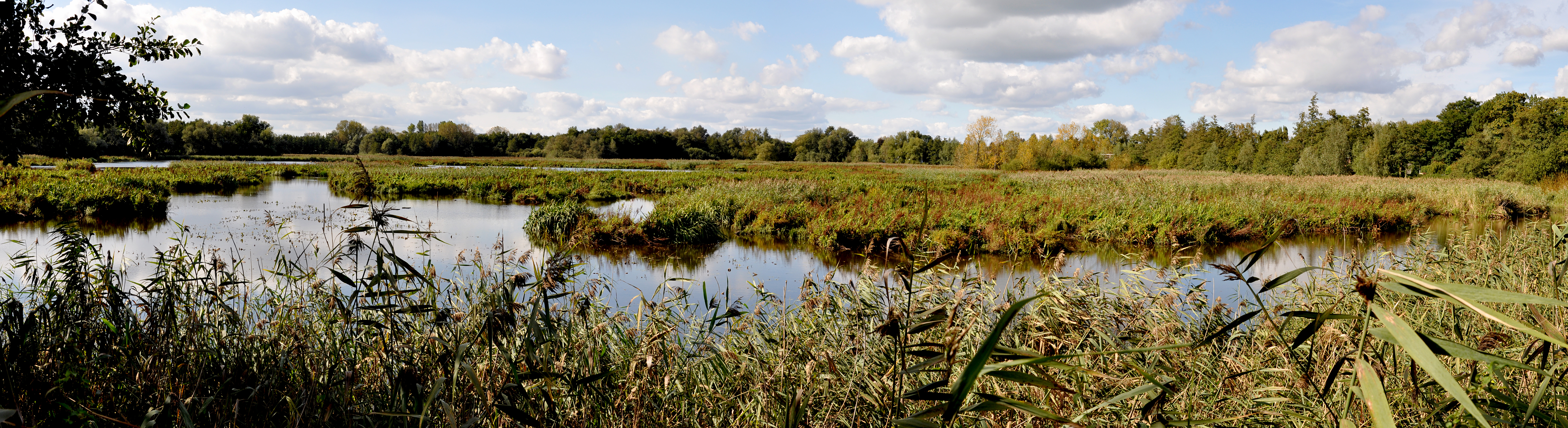
Panoramafoto natuurgebied Molsbroek, oktober 2012